# Wiktor Iwanowitsch Schalimow
Wiktor Iwanowitsch Schalimow (russisch Виктор Иванович Шалимов; * 20. April 1951 in Solnetschnogorsk, Russische SFSR) ist ein ehemaliger sowjetisch-russischer Eishockeyspieler und -trainer.

## Karriere
Seine Karriere begann 1969/70 bei HK Spartak Moskau. Insgesamt erzielte er 293 Tore in 572 Spielen in der sowjetischen Liga.
Zur Saison 1985/86 wechselte er nach Österreich und spielte für den Innsbrucker EV und Salzburger EC. In Innsbruck agierte er während der Saison 1985/86 als Spielertrainer.

### International
Am 5. November 1972 stand Schalimow in einem Spiel gegen Finnland zum ersten Mal für die Sowjetische Nationalmannschaft auf dem Eis. Seine internationale Karriere wurde mit der Goldmedaille bei den Olympischen Winterspielen 1976 gekrönt. 1975 wurde er in die „Russische Hockey Hall of Fame“ aufgenommen.

### Als Trainer
Mitte der Saison 1988/89 übernahm er das Traineramt beim EC KAC von Roger Lamoureux nach dessen Entlassung.
Ab der Saison 1993/94 war er Assistenztrainer bei Spartak Moskau, ehe er im Februar 1995 zum Cheftrainer befördert wurde. Diese Position hatte er bis Oktober 1996 inne, ehe er durch Wjatscheslaw  Anissin ersetzt wurde.
In der Saison 1998/99 war er Vizepräsident von Spartak.
Seit 2005 ist er als Berater des Dezernat Sport in Mytischtschi tätig, zudem ist er Leiter der Abteilung für Sport an der Staatlichen Forstuniversität Moskau. Parallel ist er als Spieler der Altherrenmannschaft „HC Legends of USSR Hockey“ aktiv.

## Erfolge und Auszeichnungen
| - 1973 Sowjetischer Vizemeister mit Spartak Moskau - 1976 Sowjetischer Meister mit Spartak Moskau - 1976 Topscorer (53 Punkte) der Wysschaja Liga - 1981 Sowjetischer Vizemeister mit Spartak Moskau | - 1982 Sowjetischer Vizemeister mit Spartak Moskau - 1983 Sowjetischer Vizemeister mit Spartak Moskau - 1984 Sowjetischer Vizemeister mit Spartak Moskau - 1987 Topscorer und All-Star-Team der Österreichischen Bundesliga |

### International
| - 1975 Goldmedaille bei der Weltmeisterschaft - 1975 Topscorer der Weltmeisterschaft - 1976 Goldmedaille bei den Olympischen Winterspielen - 1976 Silbermedaille bei der Weltmeisterschaft - 1977 Bronzemedaille bei der Weltmeisterschaft | - 1981 Goldmedaille bei der Weltmeisterschaft - 1981 Canada-Cup-Gewinn - 1982 Goldmedaille bei der Weltmeisterschaft - 1982 Bester Stürmer der Weltmeisterschaft |

### Orden und Ehrungen
- 1975 Verdienter Meister des Sports der UdSSR
- 1976 Medaille „Für heldenmütige Arbeit“
- 1981 Orden der Völkerfreundschaft

## Karrierestatistik

### International
(Legende zur Spielerstatistik: Sp oder GP = absolvierte Spiele; T oder G = erzielte Tore; V oder A = erzielte Assists; Pkt oder Pts = erzielte Scorerpunkte; SM oder PIM = erhaltene Strafminuten; +/− = Plus/Minus-Bilanz; PP = erzielte Überzahltore; SH = erzielte Unterzahltore; GW = erzielte Siegtore; 1 Play-downs/Relegation; Kursiv: Statistik nicht vollständig)